# Anthony Hayes
Anthony Hayes, noto anche con lo pseudonimo di Tony (21 settembre 1977), è un attore australiano, conosciuto soprattutto per i suoi ruoli in War Machine, The Light Between Oceans, The Slap, La generazione rubata,  Animal Kingdom e Cargo.
- Carriera

Oltre ad aver recitato in numerosi film e programmi televisivi ha anche scritto e diretto Ten Empty, New Skin e Sweet Dreams. Ten Empty ha avuto la sua anteprima mondiale al Sydney Film Festival del 2008. La sceneggiatura è stata nominata per i Queensland Premier's Literary Awards del 2007 e i Victorian Premier's Literary Award del 2008. New Skin ha vinto il Dendy Award al Sydney Film Festival del 2002 e Hayes ha vinto un premio come miglior direttore emergente. Sweet dreams è stato votato come il film più popolare dal pubblico al  St Kilda Film Festival nel 2003. Hayes ha anche ottenuto le nomination agli AFI e ai Film Critics Circle per The Boys.
Hayes ha ricevuto le nomination agli AFI e ai Film Critics Circle come miglior attore non protagonista in The Square, e l'ha vinto in Look Both Ways  e Suburban Mayhem.
È co-fondatore di Rogue Stars Productions, insieme agli altri attori Brendan Cowell e Leland Kean dal 1999.

## Attivismo
Nell'aprile 2015, Hayes è stato criticato per essere stato un organizzatore del video di #saveourboys che presenta (oltre a molti cittadini australiani) celebrità tra cui: Bryan Brown, Guy Pearce, Geoffrey Rush, Joel Edgerton, Luke Hemsworth, Brendan Cowell e Peter Helliar. Nel video viene chiesto al primo ministro australiano Tony Abbott di intervenire e assicurare la vita dei contrabbandieri di droga Andrew Chan e Myuran Sukumaran nelle ultime 24 ore prima della loro esecuzione. Nel video, lo stesso Hayes ha detto: "Mostra un po' di pena, Tony Abbott, vai in Indonesia, è il tuo lavoro". Il video è diventato virale e ha raccolto molto supporto dalle pagine dei social media. Nonostante molti affermino che il governo abbia fatto di tutto per portare i contrabbandieri alla morte, è stato in seguito rivelato dall'avvocato per i diritti umani Geoffrey Robertson QC che un certo numero di vie diverse non comprendenti la morte avrebbe potuto essere stato preso.

## Filmografia

### Attore

#### Cinema
- The Boys, regia di Rowan Woods (1998)
- The Sugar Factory, regia di Robert Carter e Matt Day (1999)
- Bootmen, regia di Dein Perry (2000)
- Rabbit-Proof Fence, regia di Philip Noyce (2002)
- Heroes' Mountain, regia di Peter Andrikidis (2002)
- Ned Kelly, regia di Gregor Jordan (2003)
- Get Rich Quick, regia di Samuel Genocchio (2004)
- Look Both Ways, regia di Sarah Watt (2005
- Suburban Mayhem, regia di Paul Goldman (2006)
- West, regia di Daniel Krige (2007)
- Newcastle, regia di Dan Castle (2008)
- The Square, regia di Nash Edgerton (2008)
- Sex List, regia di Marcel Langenegger (2008)
- Prime Mover, regia di Davi Caesar (2009)
- Animal Kingdom, regia di David Michôd (2010)
- Beneath Hill 60, regia di Jeremy Hartley Sims (2010
- Burning Man,regia di Jonathan Teplitzky (2011)
- Beaconsfield, regia di Glendyn Ivin (2012)
- The King Is Dead!, regia di Rolf de Heer (2012)
- Jack Irish: Bad Debts, regia di Jeffrey Walker (2012)
- The Broken Shore, regia di Rowan Woods (2013)
- The Rover, regia di David Michôd (2014)
- Healing, regia di Craig Monahan (2014)
- Redfern Now: Promise Me, regia di Rachel Perkins (2015)
- The Light Between Oceans, regia di Derek Cianfrance (2016)
- War Machine, regia di David Michôd (2017)
- Cargo, regia di Ben Howling, Yolanda Ramke (2017)
- La battaglia di Long Tan (Danger Close: The Battle of Long Tan), regia di Kriv Stenders (2019)
- Gold, regia di Anthony Hayes

#### Cortometraggi
- New Skin (2002)
- Alice (2003)
- The Heartbreak Tour (2005)
- The Mechanicals (2005)
- The Bridge (2006)
- Bleeders (2008)
- Dumpy Goes to the Big Smoke (2012)

#### Televisione
- Animal Park - documentario (1991)
- The Adventures of Skippy - serie TV (1992)
- Paradise Beach - serie TV (1993)
- Fire - serie TV (1995)
- G.P. - serie TV (1995)
- Correlli - serie TV (1995)
- Ocean Girl - serie TV (1995)
- Snowy River: The McGregor Saga - serie TV (1995)
- The Last Bullet - serie TV (1995)
- Halifax f.p.: Cradle and All  - serie TV (1996)
- Twisted Tales - serie TV (1996)
- Naked: Stories of Men - serie TV (1996)
- Fallen Angels - serie TV (1997)
- Wildside - serie TV (1998)
- Water Rats - serie TV (1998)
- Murder Call - serie TV (1998)
- All Saints - serie TV (1998-1999)
- Changi - miniserie (2001)
- Farscape - serie TV (2000-2002)
- Tracey McBean - serie animata (2001)
- White Collar Blue - serie TV (2002)
- Blue Heelers - serie TV (1995-2003)
- Fat Cow Motel - serie TV (2003)
- BlackJack: Sweet Science - serie TV (2004)
- McLeod's Daughters - serie TV (2004)
- Two Twisted - serie TV (2006)
- Bastard Boys - miniserie  (2007)
- Review with Myles Barlow - serie TV (2008)
- Raw - serie TV (2010)
- Rescue Special Ops - serie TV (2010)
- Killing Time - serie TV (2010)
- Rush - serie TV (2010)
- Sea Patrol - serie TV (2011)
- SLiDE - serie TV (2011)
- The Slap - miniserie  (2011)
- Devil's Dust - miniserie  (2012)
- Bikie Wars: Brothers in Arms - miniserie (2012)
- Mr & Mrs Murder - serie TV (2013)
- Secrets & Lies - miniserie (2014)
- Gallipoli - miniserie (2015)

### Direttore, scrittore e produttore
- Sweet Dreams - scrittore, direttore e produttore (2002)
- New Skin - scrittore, direttore e produttore (2002)
- Ten Empty - scrittore, direttore e produttore (2008)

## Premi e nomination
| Anno | Titolo           | Categoria                                               | Premio                               | Risultato       |
| ---- | ---------------- | ------------------------------------------------------- | ------------------------------------ | --------------- |
| 1998 | The Boys         | Miglior performance da un attore in un ruolo secondario | Premio AFI                           | Candidato/a     |
| 1999 | The Boys         | Miglior attore secondario                               | Premio FCAA                          | Candidato/a     |
| 2002 | New Skin         | Miglior cortometraggio oltre 15 minuti                  | Premio per cortometraggi australiani | Vincitore/trice |
| 2002 | Sweet Dreams     | Miglior film                                            | Premio dell'audience                 | Vincitore/trice |
| 2005 | Look Both Ways   | Miglior attore secondario                               | Premio AFI                           | Vincitore/trice |
| 2006 | Suburban Mayhem  | Miglior attore secondario                               | Premio AFI                           | Vincitore/trice |
| 2008 | The Square       | Miglior attore secondario                               | Premio AFI                           | Candidato/a     |
| 2009 | The Square       | Miglior attore secondario                               | Premio FCAA                          | Candidato/a     |
| 2012 | The Slap         | Performance eccezionale in una serie TV o miniserie     | Premio Equity                        | Vincitore/trice |
| 2012 | The Slap         | Miglior attore in una serie Drama                       | Premio Monte Carlo TV                | Candidato/a     |
| 2013 | Devil's Dust     | Performance eccezionale in una serie TV o miniserie     |                                      | Vincitore/trice |
| 2013 | Devil's Dust     | Miglior attore in una serie tv o mini serie             | Premio AACTA                         | Candidato/a     |
| 2013 | Devil's Dust     | Miglior attore in una serie Drama                       | Premio Seoul Drama                   | Candidato/a     |
| 2013 | Devil's Dust     | Attore più eccezionale in una serie Drama               | Premio Silver Logie                  | Vincitore/trice |
| 2015 | Secrets and Lies | Miglior attore in una serie Drama                       | Ninfa d'Oro, Premio Monte Carlo TV   | Vincitore/trice |